# Campeonato de fútbol de Brandenburgo
El Campeonato de fútbol de Brandenburgo (en alemán: Brandenburgische Fußball-Meisterschaft) fue la liga de fútbol más importante de la provincia de Brandenburgo y una de las ligas de primera división de Alemania desde 1898 hasta 1933.

## Historia
La liga fue creada en 1898 con la participación de ocho equipos en su primera temporada incluyendo la participación de los equipos de Berlín, en la siguiente edición participaron solo seis equipos, todos de Berlín, y en ambos casos se jugó con un sistema de liga en la que si había empate en el primer lugar se jugaba un desempate para definri al campeón, lo que sucedió en las primeras dos ediciones.
En 1900 la liga aumentó a nueve participantes en la que el campeón fue el BFC Preussen al ganar todos los partidos, variando la cantidad de participantes cada año y en 1902 participaron 12 equipos cambiando el formato de competición a dos grupos de seis en la que los ganadores de cada grupo jugaban la final para definir al campeón.
En 1909 la liga pasó a ser de nueve equipos y luego de la fusión de federaciones la liga pasó a ser de 10 en 1912, la cual mantuvo por los siguientes nueve años hasta que la liga se expandió a 18 luego de que finalizara la Primera Guerra Mundial. Al año siguiente la liga disminuyó a 12 equipos y regresó el formato de dos grupos de seis.
En 1926 la liga fue dividida en dos grupos de 10 equipos que mantuvo hasta 1933, incluyendo la participación de los equipos de Pomerania en las últimas tres ediciones del campeonato.
El campeonato fue disuelto en 1933 luego de que los nazis tomaran el poder en Alemania y lo reemplazaran por la Gauliga Berlin-Brandenburg.

## Lista de Campeones
En negrita los equipos que ganaron el campeonato nacional.
| Temporada | Campeón                | Finalista              |
| 1898      | Britannia Berlin       | BFC Preussen           |
| 1899      | BFC Preussen           | BFC Viktoria 1889      |
| 1900      | BFC Preussen           | BFC Viktoria 1889      |
| 1901      | BFC Preussen           | BFC Viktoria 1889      |
| 1902      | BFC Viktoria 1889      | Britannia Berlin       |
| 1903      | Britannia Berlin       | BFC Viktoria 1889      |
| 1904      | Britannia Berlin       | BFC Viktoria 1889      |
| 1905      | Union 92 Berlin        | BFC Preussen           |
| 1906      | Hertha BSC             | BFC Preussen           |
| 1907      | BFC Viktoria 1889      | BFC Alemannia 90       |
| 1908      | BFC Viktoria 1889      | SV Norden-Nordwest     |
| 1909      | BFC Viktoria 1889      | BFC Preussen           |
| 1910      | BFC Preussen           | BFC Viktoria 1889      |
| 1911      | BFC Viktoria 1889      | BFC Preussen           |
| 1912      | BFC Preussen           | BFC Viktoria 1889      |
| 1913      | BFC Viktoria 1889      | Berliner BC 03         |
| 1914      | Berliner BC 03         | Hertha BSC             |
| 1915      | Hertha BSC Berlin      | Berliner BC 03         |
| 1916      | BFC Viktoria 1889      | Hertha BSC             |
| 1917      | Hertha BSC             | Union Oberschöneweide  |
| 1918      | Hertha BSC             | BFC Berolina 1885      |
| 1919      | BFC Viktoria 1889      | SV Norden-Nordwest     |
| 1920      | Union Oberschöneweide  | Wacker 04 Berlin       |
| 1921      | Vorwärts Berlin        | BFC Preussen           |
| 1922      | SV Norden-Nordwest     | SCC Berlin             |
| 1923      | Union Oberschöneweide  | Vorwärts Berlin        |
| 1924      | BFC Alemannia 90       | SV Norden-Nordwest     |
| 1925      | Hertha BSC             | BFC Alemannia 90       |
| 1926      | Hertha BSC             | SV Norden-Nordwest     |
| 1927      | Hertha BSC             | BSC Kickers 1900       |
| 1928      | Hertha BSC             | Tennis Borussia Berlin |
| 1929      | Hertha BSC             | Tennis Borussia Berlin |
| 1930      | Hertha BSC             | Tennis Borussia Berlin |
| 1931      | Hertha BSC             | Tennis Borussia Berlin |
| 1932      | Tennis Borussia Berlin | SC Minerva 93          |
| 1933      | Hertha BSC             | BFC Viktoria 1889      |

## Títulos por equipo
| Club                      | Títulos | Años                                                                   |
| ------------------------- | ------- | ---------------------------------------------------------------------- |
| Hertha BSC                | 12      | 1906, 1915, 1917, 1918, 1925, 1926, 1927, 1928, 1929, 1930, 1931, 1933 |
| BFC Viktoria 1889         | 3       | 1913, 1916, 1919                                                       |
| SC Union Oberschöneweide  | 2       | 1920, 1923                                                             |
| BFC Preussen              | 1       | 1912                                                                   |
| Berliner BC               | 1       | 1914                                                                   |
| Vorwärts Berlin           | 1       | 1921                                                                   |
| SV Norden-Nordwest        | 1       | 1922                                                                   |
| BTuFC Alemannia 90 Berlin | 1       | 1924                                                                   |
| Tennis Borussia Berlin    | 1       | 1932                                                                   |